# Little Anthony & the Imperials
Little Anthony & the Imperials is een Amerikaanse rhythm-and-blues/soul vocale groep uit New York, opgericht door Clarence Collins in de jaren 1950 en deels vernoemd naar de leadzanger Jerome Anthony 'Little Anthony' Gourdine, die bekend stond om zijn hoge stem. Naast Collins en Gourdine waren er onder de oorspronkelijke Imperials Ernest Wright, Glouster 'Nate' Rogers en Tracey Lord, van wie de laatste twee vervolgens werden vervangen door Sammy Strain. De groep was een van de weinige doowop-groepen die gedurende de jaren 1960 aanhoudend succes genoot in de r&b- en pophitlijsten. Ze werden opgenomen in de Rock and Roll Hall of Fame op 4 april 2009, 23 jaar na het eerste jaar dat de groep in aanmerking kwam voor installatie.

## Bezetting
- Clarence Collins (17 maart 1939, bas, zong na ontbinding van de groep mee bij The Imperials)
- Anthony Gourdine (8 januari 1940, leadzang)
- Tracy Lord (1e tenor, werd in 1964 vervangen door:)
  - Sammy Strain (9 december 1940, verliet de groep in 1975 en ging naar The O'Jays)
- Glouster Rogers (1940, bariton)
- Ernest jr. Wright (24 augustus 1939, 2e tenor)

## Bandgeschiedenis
De doowopgroep The Chesters werd in 1957 samengesteld door Clarence Collins, wiens falsetstem was geïnspireerd door Jimmy Scott, Tracey Lord, Nathaniel Rodgers en Ronald Ross. Anthony Gourdine, een voormalig lid van The DuPonts, trad toe als leadzanger. Ernest Wright nam het over van Ross en de groep nam kort op voor Apollo Records.
Na hun naamsverandering in The Imperials tekende de groep in 1958 bij End Records. Hun eerste single was Tears on My Pillow, die meteen een hit was. Er werden meer dan een miljoen exemplaren van verkocht en werd bekroond met een gouden schijf door de RIAA. De B-kant Two People in the World was ook een hit. De groep volgde in 1960 met Shimmy, Shimmy, Ko Ko Bop. Toen hun succes in 1961 afnam, vertrok Gourdine om een solocarrière na te streven. Oorspronkelijk Imperials-lid Nate Rogers werd opgeroepen voor de legerdienst en Tracey Lord, een ander oorspronkelijk lid, vertrok om te trouwen. De bezetting bestond toen uit Collins, Wright, Sammy Strain (een jeugdvriend die samen met The Imperials in Brooklyn was opgegroeid) en George Kerr. Kerr werd na korte tijd vervangen door Kenny W. Seymour. Deze bezetting kende echter weinig succes.
Gourdine keerde terug in 1963, ter vervanging van Seymour. De klassieke bezetting van de groep (Gourdine, Wright, Collins en Strain) was nu compleet. Met de hulp van producent/songwriter Teddy Randazzo (een jeugdvriend van de groep), vonden The Imperials succes bij het nieuwe label DCP (Don Costa Productions) met de opvallende pop/soul platen I'm on the Outside (Looking In) (1964), Goin' Out of My Head (1964), Hurt So Bad (1965), I Miss You So (1965), Take Me Back (1965), Hurt ( 1966), Better Use Your Head (1966) en Out of Sight, Out of Mind (1969). In 1965 verschenen The Imperials in de CBS-tv-special Murray The K - It's What's Happening, Baby, waar ze I'm Alright uitvoerden voor een live publiek in New York in het Brooklyn Fox Theatre. Op het hoogtepunt van hun carrière maakte de groep twee optredens in The Ed Sullivan Show, destijds de toptalentshow van de televisie, op 28 maart 1965 en opnieuw op 25 januari 1970. Ze traden ook op Shindig!, Hullabaloo, Kraft Music Hall, Soul Train, American Bandstand, The Midnight Special en The Tonight Show.
The Imperials gingen toen naar United Artists Records en werden toegewezen aan de dochteronderneming Veep Records, en vervolgens aan het moederlabel zelf, waar ze World of Darkness, It's Not The Same, If I Remember To Forget, Yesterday Has Gone en het door Thom Bell geproduceerde Help Me Find A Way (To Say I Love You) uitbrachten.
Albums uit deze tijd zijn onder meer Reflections, Payin' Our Dues, Out Of Sight, Out Of Mind (genoemd naar hun hitcover van het nummer The Five Keys) en Movie Grabbers, met een vertolking van het James Bond-filmthema You Only Live Twice. Dit nummer werd oorspronkelijk opgenomen door The Imperials - uitdrukkelijk voor de film en de soundtrack - maar werd later in plaats daarvan aan Nancy Sinatra gegeven voor de film, vanwege de grotere invloed van haar vader Frank.
Ze namen drie singles op voor Janus Records, waaronder Father Father, die ze later uitvoerden in de Merv Griffin Show. Daarna gingen ze medio jaren 1970 naar Avco Records en namen On A New Street op en kwamen in de hitparade met de nummers La La La (At the End) en I'm Falling in Love With You. Dit album is geproduceerd door zowel Bell als Randazzo. De tweede lp Hold On voor Avco Records werd in de Verenigde Staten uit de verkoop gehaald na het mislukken van de verkoop van het titelnummer en de daaropvolgende financiële moeilijkheden van Avco. De groep verscheen bij Soul Train op 26 mei 1973. Tegen die tijd hadden Strain en Wright de groep verlaten, hoewel beiden uiteindelijk zouden terugkeren.
Wright vertrok in 1971 om zich bij The Platters van Tony Williams aan te sluiten. Hij werd vervangen door de terugkerende Kenny Seymour, die na korte tijd weer werd vervangen door Bobby Wade, voorheen een in Cleveland gevestigde zanger met een aantal solo-publicaties bij labels in Cleveland, waaronder Way Out en Big Jim. Strain vertrok in 1972. Hij had een restaurant in Los Angeles en zong al drie jaar niet meer professioneel. Aan het einde van die periode was hij korte tijd lid van The Fandangos met Lonnie Cook en Alvin Walker. Strain werd vervangen door Harold Jenkins als lid van The Imperials. Daarna trad hij toe tot The O'Jays als vervanger van het oorspronkelijke O'Jays-lid William Powell, die de groep verliet wegens ziekte. (Powell overleed kort daarna aan kanker.) Jenkins had al gefunctioneerd als choreograaf van de groep. Jenkins en Seymour hadden eerder samen opgetreden in The Impacts. Gourdine vertrok voor een tweede (meer succesvolle) poging tot een solocarrière. Het trio van Collins, Wade en Jenkins ging verder als The Imperials. Collins vertrok in 1988 en werd vervangen door Sherman James. Ze toerden toen als Bobby Wade's Imperials. James vertrok in 1992 en werd vervangen door Ron Stevenson.

### Reunie
In 1992 kwamen Collins, Wright, Strain en Gourdine weer samen voor een concert in Madison Square Garden. Deze reünie bleek een succes. Toen de beslissing werd genomen om het viertal weer samen te laten toeren, deed Wade afstand van de naam Imperials en werd zijn groep Bobby Wade's Emperors, toen ze de huisband werden in Caesars Palace in Las Vegas. Op dat moment verliet Strain The O'Jays en keerde definitief terug naar The Imperials. 1992, het jaar van de reformatie van de groep, was ook de 40e verjaardag van Dick Clarks American Bandstand en hij nodigde The Imperials uit om te verschijnen als onderdeel van de speciale viering op televisie.
Op 30 augustus 1997 was de groep te zien in The Today Show van NBC als onderdeel van de Summer Concert Series van die show en verscheen in de drie populaire PBS-specials Rock, Rhythm and Doo-Wop en Red, White and Rock in 2002 en Soul Spectacular: 40 Years Of R&B in 2003. Ook namen ze in deze periode de twee nieuwe cd's Little Anthony & the Imperials - Live: Up Close & Personal (het allereerste livealbum van de groep) en Pure Acapella op, een all a capella-cd met de vocale talenten van de groep op verschillende klassieke doowop-nummers uit de jaren 1950, waaronder hun eigen hit Two People in the World, geschreven door Imperials-lid Ernest Wright. Deze twee opnamen waren de eerste keer in meer dan 30 jaar dat de klassieke bezetting samen was opgenomen. In 2009, het jaar van de introductie van de Rock and Roll Hall of Fame, brachten Little Anthony & The Imperials hun eerste nieuwe cd You'll Never Know uit in jaren.

### Latere jaren: 2000 tot heden
Gourdine, Collins, Wright en Strain bleven toeren als Little Anthony & the Imperials, totdat Strain in 2004 met pensioen ging en Jenkins voor de tweede keer terugkeerde om zijn plaats in te nemen. In 2010 ging Jenkins ook met pensioen en werd vervangen door Robert DeBlanc. Vanaf 2012 waren The Imperials (samen met The Dells), een van de weinige r&b-groepen uit de jaren 1950 die nog steeds toeren met de grote meerderheid van hun oorspronkelijke leden (Gourdine, Collins en Wright).
Little Anthony & the Imperials brachten in oktober 2008 hun eerste nieuwe lp You'll Never Know sinds jaren uit en ze traden op in The Late Show with David Letterman op 26 augustus 2008. Het elektronische muziekduo Daft Punk samplede op hun album Discovery de opname Can You Imagine van Little Anthony & the Imperials uit 1977 voor het nummer Crescendolls.
Oprichter Collins van The Imperials trok zich eind 2012 terug uit de groep vanwege leeftijds- en gezondheidsredenen. Hij bezit nog steeds het handelsmerk op de naam van The Imperials. Hij en Anthony waren ooit getrouwd met de tweelingzussen Brenda Collins en Linda Gourdine, maar Brenda en Clarence zijn sindsdien gescheiden. The Contemporary Christian Gospel Group The Imperials gebruikt de naam met toestemming van Collins. Gourdine's eerste vrouw was Judy Fouseca, met wie hij vier kinderen had, en nog vier bij zijn tweede vrouw Linda. Strain, ooit getrouwd met zangeres Yvonne Fair (inmiddels overleden), is getrouwd met zijn tweede vrouw DeBorah en heeft twee kinderen, Vincent en Shawn. Oorspronkelijk lid Wright is getrouwd en heeft een dochter, Nicole. Hij is ook songwriter en producent. Oorspronkelijk baszanger Glouster 'Nate' Rogers heeft kanker overleefd. Hij is vele jaren getrouwd met zijn vrouw Loretta. Oorspronkelijk lid Tracey Lord is overleden.
In het begin van 2014 toerde Gourdine door het Verenigd Koninkrijk met Legends of Soul van David Gest toen hij Tears on My Pillow en Goin' Out of My Head uitvoerde. In hetzelfde jaar bracht hij zijn biografie Little Anthony: My Journey , My Destiny uit over zijn leven, zijn herinneringen en zijn jaren bij The Imperials.
Vanaf 2018 treden The Imperials nog steeds op. Oprichter Collins van The Imperials is nu met pensioen en is vervangen door Johnny Britt. De Blanc en de oorspronkelijke leden Wright en Gourdine completeerden de groep. Wanneer de groep niet op tournee is, doet Gourdine toneelvoorstellingen en heeft hij momenteel ook een eenmansshow, die hij momenteel doet om zijn onlangs uitgebrachte biografie te ondersteunen en om zijn 55-jarig jubileum als artiest te vieren.

## 2009 Rock and Roll Hall of Fame introductie en andere onderscheidingen
Little Anthony & the Imperials ontvingen in 1993 de Rhythm and Blues Foundation's Pioneer Award. Ze werden in 1999 opgenomen in de Vocal Group Hall of Fame en op 15 oktober 2006 in de Long Island Music Hall of Fame. In 2007 werden The Imperials ingewijd in de Hit Parade Hall of Fame. Op 14 januari 2009 werd aangekondigd dat Little Anthony & The Imperials waren opgenomen in de Rock and Roll Hall of Fame. Gourdine, Wright, Collins, Strain en Rogers waren aanwezig om geëerd te worden. Overleden oorspronkelijk lid Tracey Lord werd postuum ingewijd. Zijn zonen accepteerden zijn inductie in de Rock and Roll Hall of Fame namens hem. De groep werd ingewijd door Smokey Robinson. In oktober 2009 trad de groep op met Two People in the World tijdens het 25th Anniversary Rock & Roll Hall of Fame Concert. In 2014 heeft het tijdschrift Goldmine The Imperials ingewijd in The Goldmine Hall of Fame. Redacteur Phil Marder noemde hen een van de weinige doowop-groepen uit de jaren 1950 (hoewel de groep een hekel had aan dat label) die tijdens de Britse invasie consequent hits scoorden. Goldmine noemde ook Little Anthony & the Imperials als een van de 20 grootste doowop-groepen aller tijden.
Sammy Strain is een van de weinige artiesten in de populaire muziekgeschiedenis die een dubbele Rock and Roll Hall of Fame-inductee is geworden, nadat hij in 2005 werd ingewijd bij The O'Jays en in 2009 bij The Imperials.
In 2018 werden Little Anthony & the Imperials opgenomen in de Rhythm and Blues Music Hall of Fame in Detroit.

## Coverversies, invloed en nalatenschap
In de loop van de decennia zijn, in een mate van hun diepgaande invloed, verschillende hitnummers van The Imperials gecoverd door tal van andere artiesten van veel verschillende muziekgenres, waaronder pop, jazz, MOR, rock, latin, country, doowop en r&b. Een paar voorbeelden:
- De top 10-hit Hurt So Bad van The Imperials werd gecoverd door Linda Ronstadt, evenals The Lettermen, Alicia Keys, Grant Green, The Delfonics, Nancy Wilson, Nancy Holloway, The Philly Devotions, Arthur Prysock, Tracy Huang, Cathy Carlson, Willie Bovain, Ramsey Lewis, Herb Alpert & The Tijuana Brass en Nancy Holliday.
- De top 20-hit I'm on the Outside (Looking In) van The Imperials werd gecoverd door The Miracles, Johnny Mathis, Amy Winehouse, The Lettermen en The Jaggerz[5].
- Tears on My Pillow, de eerste miljoenenseller van The Imperials werd gecoverd door tal van artiesten, waaronder The McGuire Sisters, Sha Na Na, New Edition[6] en S Club 8. Clem Snide[7] nam een cover op voor de soundtrack van Stubbs the Zombie. Tears on My Pillow werd ook gecoverd door Timi Yuro, Chuck Jackson, Bobby Vee, Lou Christie, Martha & the Vandellas, Bobby Vinton, Johnny Tillotson, Neil Sedaka, Reba McEntire, Jodeci[8], Lorrie Morgan, Derrick Morgan met Lyn Tait & the Jets, Neils Children[9], Kylie Minogue en The Fleetwoods.
- De top 10-hit Goin' Out of My Head en het kenmerkende nummer van Little Anthony & the Imperials heeft meer dan 50 verschillende covers gehad van andere artiesten, waaronder The Delfonics, Vic Damone, Cilla Black, Petula Clark, Willie Bobo , Sergio Mendes & Brazil '66, Ella Fitzgerald, Lou Christie, Les McCann[10], The Lettermen, Ramsey Lewis, Luther Vandross, Ray Conniff, Frank Sinatra, Lawrence Welk, Florence Ballard en The Miracles.
- De transatlantische hit Better Use Your Head uit 1966 werd gecoverd door Barry Ryan, Robin Wilson[11], Dennis D'ell[12] en Marion Ryan[13].
- De top 20-hit Take Me Back van Little Anthony & the Imperials uit 1965, werd gecoverd door de countryartiesten Glen Campbell, Ronnie Dove[14] en Sonny James
- Het nummer If I Love You uit 1970 van The Imperials werd twee jaar later gecoverd door The Stylistics op hun eerste album voor Avco Records.
- The Loneliest House on the Block, een Imperials-deuntje uit de vroege jaren 1970 van hun album On A New Street, werd gecoverd door de soulzanggroep Blue Magic[15].
- De single Yesterday Has Gone uit 1968 werd in 1968 gecoverd door de Britse band Cupid's Inspiration en klom naar #4 in de UK Singles Chart. Het nummer werd ook in 1996 opgenomen door Marc Almond en P.J. Proby.
- De B-kant-hit Two People In The World van The Imperials' eerste miljoenenseller Tears on My Pillow werd gecoverd door Paul & Paula, The Dovells en The Marcels.

Bovendien, volgens songwriter en producent Kenny Gamble, waren Little Anthony & the Imperials en hun muziek van grote invloed in de ontwikkeling van de Philadelphia soul en artiesten als The Stylistics, The Delfonics, Blue Magic (die de melodie van The Loneliest House on the Block van The Imperials coverde), The Chi-Lites uit Chicago en andere groepen. Ze waren ook de eerste hedendaagse muziekgroep die in de prestigieuze nachtclub Copacabana in New York speelde, zelfs vóór The Temptations en The Supremes.

## Discografie

### Singles
- 1958: Tears on My Pillow
- 1958: So Much
- 1959: Wishful Thinking
- 1959: A Prayer and a Juke Box
- 1959: Shimmy, Shimmy, Ko-Ko-Bop
- 1960: My Empty Room
- 1964: I'm on the Outside (Looking In)
- 1964: Goin' out of My Head
- 1965: Hurt So Bad
- 1965: Take Me Back
- 1965: I Miss You So
- 1966: Hurt
- 1966: Better Use Your Head
- 1966: It's Not the Same
- 1969: Out of Sight, out of Mind
- 1969: The Ten Commandments of Love
- 1970: Help Me Find a Way (To Say I Love You)
- 1977: Who’s Gonna Love Me